# Gorse Lea

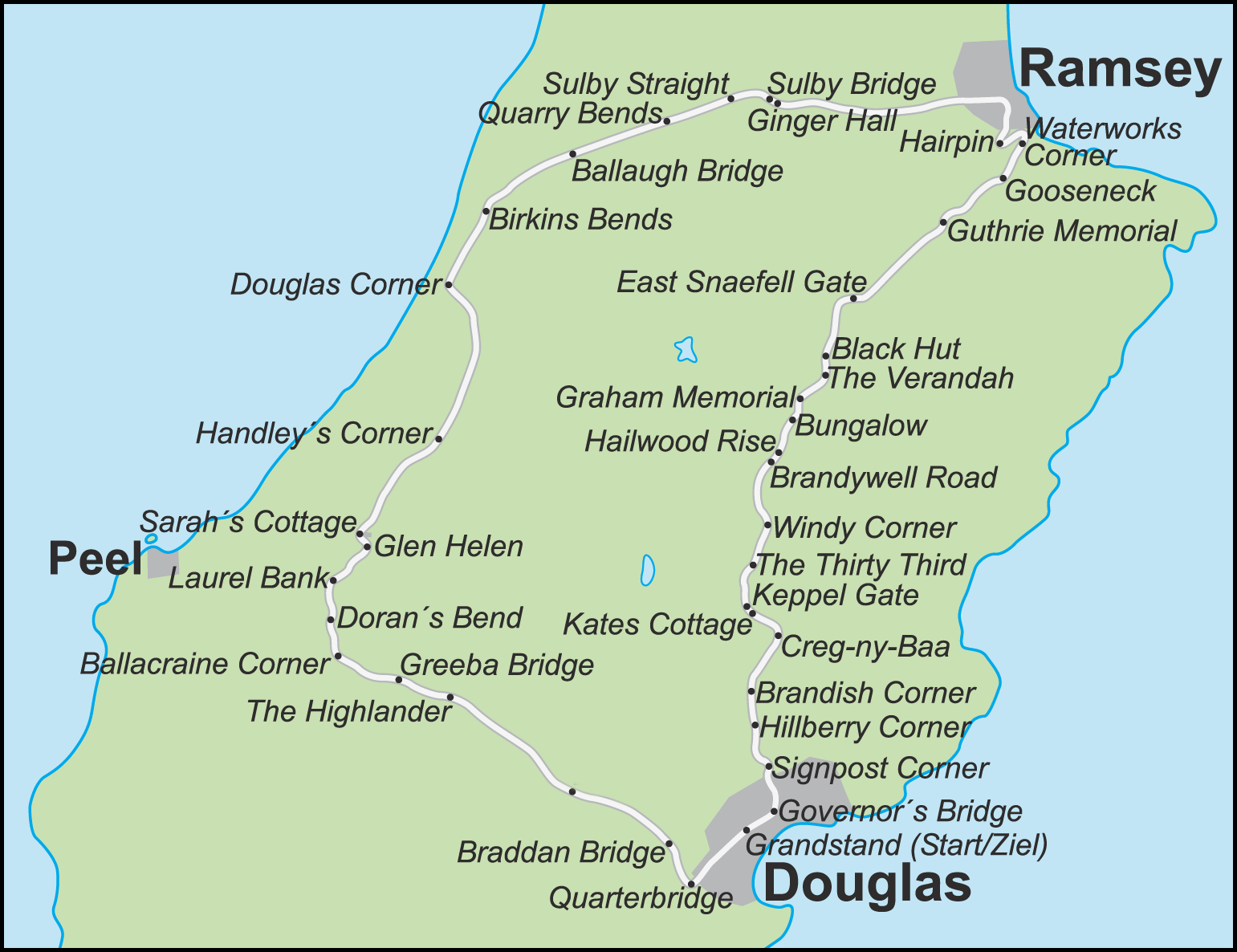
Gorse Lea en Ballagarraghyn liggen dicht bij elkaar op het zuidelijk deel van de Snaefell Mountain Course vlak vóór Ballacraine Corner

Gorse Lea en Ballagarraghyn (Manx: Ballagarraghyn, boerderij van O'Dorgan) zijn markante punten op het eiland Man. Ze liggen langs de Snaefell Mountain Course, het stratencircuit dat gebruikt wordt voor de Isle of Man TT en de Manx Grand Prix en het maakte ook deel uit van de Highroads Course en de Four Inch Course, die gebruikt werden voor de Gordon Bennett Trial en de RAC Tourist Trophy van 1904 tot 1922. De Mountain Course volgt hier de A1 van Douglas naar Peel.
Gorse Lea en Ballagarraghyn liggen in de civil parish German bij de 7e mijlpaal van het circuit en tussen de markante punten Greeba Bridge en Ballacraine.

## Gorse Lea en Knock Breck
Gorse Lea is een combinatie van twee flauwe rechter bochten ongeveer 100 meter voorbij de 7e mijlpaal. De eerste bocht heeft ook een eigen naam: "Knock Breck", maar TT marshals die via de radio berichten doorgeven gebruiken ook de naam "Harolds", naar de lokale boer Harold Leece, die er vaak toeschouwers op zijn boerderij Cronk Breck Farm ontving.

## 7e Mijlpaal
Op het korte rechte stuk tussen de twee bochten van Gorse Lea staat de 7e mijlpaal van de Snaefell Mountain Course.

## Ballagarraghyn
Ballagarraghyn ligt bij een boerderij die 400 meter voorbij Gorse Lea ligt. Het is eigenlijk een bruggetje, hoewel er van de waterloop niet meer te zien is dan een betonnen duiker links van de weg. Door de korte afstand tussen de twee punten Gorse Lea en Ballagarraghyn worden ze vaak in één adem genoemd en is er bij ongevallen soms verschil tussen bronnen over waar iets gebeurd is. Tot 1954 zat er in de weg bij Ballagarraghyn een oneffenheid. Toen de snelheden hoger werden begonnen de coureurs hier sprongen te maken en hoewel de weg geëffend werd zorgen de hogere snelheden tegenwoordig weer voor dezelfde problemen.

## Circuitverloop
De coureurs naderen de eerste bocht bij Gorse Lea vanaf The Hawthorn, waar ze net weer snelheid hebben kunnen maken na de bocht bij Greeba Bridge. Doordat de Isle of Man Highway Board steeds onderhoud pleegt aan de wegen, zijn er steeds andere delen die als "de slechtste" worden aangeduid. In de beginjaren 1911-1914 waren dat de bochten bij Gorse Lea. Ze kunnen nu door de beste coureurs op topsnelheid genomen worden, maar fouten worden niet vergeven. Aan de linkerkant staan overal muurtjes en bomen en aan de rechterkant ligt een trottoir. Tijdens avondtrainingen is er nog een ander probleem: tussen de twee bochten krijgen ze de laagstaande zon in de ogen, maar juist bij de tweede bocht is de weg overgroeid door bomen, waardoor ze bij zonlicht ineens een donkere tunnel inrijden en bij regen last hebben van op de weg vallend blad van de bomen. Na het bruggetje bij Ballagarraghyn loopt de weg vrij steil naar beneden, waardoor de motorfietsen soms nog steeds een stukje "vliegen". In de jaren dertig vond Graham Walker de gevlogen afstand een goede graadmeter voor de kwaliteit van zijn motorfiets. Stanley Woods schatte zijn "vlucht" op ongeveer 20 meter. Jock West had er in 1937 echter moeite mee. Zijn BMW had een telescoopvork, die nog niet helemaal doorontwikkeld was (hij was geïntroduceerd op de BMW R 12 en R 17 in 1934). De Girdervorken van de Nortons konden de landing moeiteloos aan, maar West moest vóór de sprong even het gas dichtdraaien, tot schrik van John White, die met een Norton achter hem reed maar daar niet op gerekend had. Toch paste Norton vanaf 1938 ook eenvoudige, ongedempte telescoopvorken toe. Na de "landing" moeten de rijders al positie gaan kiezen voor de krappe rechter bocht bij Ballacraine.

## Veranderingen aan het circuit
- In 1953 vonden verbeteringen plaats. In de buurt van Peel werd de bocht bij Gorse Lea breder. Een vakantiehuis bij Appledene werd afgebroken om de weg te verbreden.
- In de winter van 1953-1954, werden de sprongen bij de Highlander en bij Ballagarraghyn verwijderd.

## Gebeurtenissen bij Gorse Lea en Ballagarraghyn
- Op 10 juni 1953 verongelukte Bernard Rodgers, een marshal bij de Isle of Man TT, bij Ballagarraghyn door een verkeersongeval
- Op 7 juni 1957 verongelukte Charles Salt met een BSA Gold Star tijdens de Senior TT. In dit geval zijn bronnen het oneens over de juiste plaats: volgens de Isle of Man Weekly Times van 14 June 1957 gebeurde het bij Gorse Lea, volgens The Motor Cycle van 13 June 1957 gebeurde het bij Ballagarraghyn
- Op 9 juni 1999 verongelukte Stuart Murdoch met een 600cc Honda tijdens de Senior Race van de Manx Grand Prix bij Gorse Lea
- Op 6 juni 2011 verongelukte Derek Brien met een 600cc Yamaha tijdens de Supersport 600 TT bij Gorse Lea

## Trivia
David Black, die op het eiland Man woonde, startte in de Manx Grand Prix van 1994 met een reservemotor, die hij voor de race niet had kunnen testen. Hij begon dan ook voorzichtig aan de race, maar na Crosby besloot hij toch voluit te gaan. Bij Gorse Lea brak zijn voorwiel weg met 225 km/h. Black schoof over de weg, maar zijn motor raakte een telegraafpaal, schoot terug de weg op en brandde volledig uit. Dave Black brak een pols, maar zei later: "Het duurde lang voor de reddingshelikopter kwam. Ze haasten zich niet naar een plaats waar je een val normaal gesproken niet overleeft".
(Markante punten in cursief zijn onofficiële punten of worden alleen gebruikt binnen Marshal Sectors)
1e mijl:
TT Grandstand ·
Nobles Park ·
St Ninian's Crossroads ·
Bray Hill ·
Ago's Leap ·
Quarterbridge Road ·
1st Milestone ·
2e mijl:
Wal Handley Memorial Seat ·
Quarterbridge ·
Port-y-Chee Meadow ·
Braddan Bridge ·
Jubilee Oak ·
Braddan Bridge House ·
Braddan Depot ·
Snugborough (Cronk Dhoo) ·
2nd Milestone ·
3e mijl:
Union Mills (Mullen Dhoo, Mwyllin Dhoo Aah, Mullin Doway) ·
Railway Inn ·
Ballahutchin Hill (Elm Bank Hill) ·
3rd Milestone ·
4e mijl:
Ballafreer ·
Glenlough ·
Ballagarey Corner ·
Glen Vine (Glen Darragh) ·
Ballabeg ·
4th Milestone ·
5e mijl:
Crosby ·
Crosby Left (Vicarage Corner) ·
Crosby Cross-Roads ·
5th Milestone ·
6e mijl:
Crosby Hill (Ballaglonney Hill of Halfway Hill) ·
Halfway House (The Waggon & Horses) ·
St Trinian's ·
The Highlander ·
Greeba Verandah ·
Pear Tree Cottage ·
Greeba Castle ·
6th Milestone ·
7e mijl:
Appledene (Shimmin's Corner) ·
Central Valley (Greeba Gap) ·
Greeba Bridge ·
The Hawthorn ·
Knock Breck ·
Gorse Lea ·
7th Milestone ·
8e mijl:
Ballagarraghyn ·
Ballacraine ·
Ballaspur ·
Ballig ·
8th Milestone ·
9e mijl:
Ballig Bridge ·
Doran's Bend ·
Laurel Bank ·
9th Milestone ·
10e mijl
Glen Moar Mill ·
Black Dub ·
Quarter-Distance Marker ·
The Vaish ·
Glen Helen (Glen Rhenass) ·
Sarah's Cottage ·
Creg Willey's Hill ·
10th Milestone ·
11e mijl:
Lambfell Beg ·
Lambfell (Moar) Cottage ·
Cronk-y-Voddy (Cronk-y-Voddy Straight) ·
Cronk-y-Voddy Cross Roads ·
Molyneux's ·
Cronk Bane Farm ·
11th Milestone ·
12e mijl:
Drinkwater's Bend ·
Handley's Corner (Cronk-y-Fedjag, Ballamenagh) ·
12th Milestone ·
13e mijl:
McGuinness's (Shoughlaigue Bridge) ·
Ballaskyr ·
Barregarrow Cross Roads (Cronk Aashen) ·
Barregarrow ·
Little Bray ·
Barregarrow Bottom ·
Cammal Farm ·
Cronk Urleigh ·
13th Milestone ·
14e mijl:
Ballalonna Bridge ·
Westwood Corner ·
Ballakinnag ·
14th Milestone ·
15e mijl:
Douglas Road Corner ·
Glen Wyllin Corner ·
The Mitre ·
Dave Saville Memorial Seat ·
Kirk Michael ·
The White House ·
15th Milestone ·
16e mijl:
Birkin's Bend ·
Rhencullen ·
Bishopscourt ·
Bishopscourt Farm Bends ·
Bishopscourt Straight ·
Orrisdale North ·
16th Milestone ·
17e mijl:
Dub Cottage (Bishop's Dub) ·
Alpine Cottage ·
Balla Cobb ·
17th Milestone ·
18e mijl:
Ballaugh Bridge ·
Ballaugh ·
Gwen's ·
Ballacrye Corner ·
Ballacrye ·
18th Milestone ·
19e mijl:
Quarry Bends ·
Ballavolley ·
Wildlife Park ·
Sulby Straight ·
Half-distance Marker ·
19th Milestone ·
20e mijl:
Sulby ·
Sulby Glen Hotel ·
Sulby Crossroads ·
Sulby Bridge ·
20th Milestone ·
21e mijl:
Ginger Hall ·
Kerrowmoar ·
21st Milestone ·
22e mijl:
Glen Duff ·
Glentramman ·
Temple Corner (Water Through Corner) ·
Glentramman Loop Road ·
Churchtown ·
Caravan ·
22nd Milestone ·
23e mijl:
Lezayre War Memorial ·
Ballakillingan ·
Conker Fields ·
K-tree ·
Sky Hill ·
Milntown Cottage (Pinfold Cottage) ·
Milntown Bridge (Glen Auldyn Bridge) ·
Milntown ·
Gardener's Lane ·
23rd Milestone ·
24e mijl:
Lezayre Road ·
School House Corner (Crossags, Russel's Corner) ·
Parliament Square ·
Queen's Pier Road ·
Ramsey Depot ·
Cruickshanks Corner ·
May Hill ·
24th Milestone ·
25e mijl:
Whitegates ·
Stella Maris ·
Ramsey Hairpin ·
Little Gooseneck ·
Water Works Corner ·
Ballure Reservoir ·
Mountain Section ·
Tower Bends ·
25th Milestone ·
26e mijl:
Gooseneck ·
Joey's (26th Milestone) ·
27e mijl:
Guthrie's Memorial ·
The Cutting ·
27th Milestone ·
28e mijl:
Milligan's Bridge ·
Mountain Mile ·
28th Milestone ·
29e mijl:
Three-Quarter distance marker ·
Mountain Box (East Mountain Gate, East Snaefell Gate) ·
29th Milestone ·
30e mijl:
Casey's (Rice's Corner, George's Folly) ·
Black Hut (Stonebreakers Hut, Shepherd's Hut) ·
John Smyth Memorial Shelter ·
Verandah ·
30th Milestone ·
31e mijl:
Bungalow Bridge ·
Stonebridge ·
Les Graham Memorial ·
Bungalow Bends ·
McIntyre Box ·
Murray's Museum ·
Joey Dunlop Memorial ·
The Bungalow ·
31st Milestone ·
32e mijl:
Hailwood's Rise ·
Hailwood's Height ·
Brandywell (West Mountain Gate, Beinn-y-Phott Gate, Bungalow Gate) ·
Duke's (32nd Milestone) ·
33e mijl:
Windy Corner (Nobles Corner) ·
Nobles Park Road ·
Slieu Lhost Quarry ·
Thirty-Third (33rd Milestone) ·
34e mijl:
Keppel Gate (Clarke's Corner) ·
Kate's Cottage (Shepherd's House) ·
34th Milestone ·
35e mijl:
Creg-ny-Baa (the Keppel Hotel) ·
Gob-ny-Geay (Sunny Orchard) ·
35th Milestone ·
36e mijl:
Brandish Corner (Telegraph Hill, O'Donnell's en Upper Hillberry Corner) ·
Hillberry Corner ·
36th Milestone ·
37e mijl:
Glen Dhoo Farm ·
Hillberry Road ·
Cronk-ny-Mona ·
Johnny Watterson's Lane ·
Signpost Corner ·
Bedstead Corner ·
The Nook ·
37th Milestone ·
38e mijl:
Bemahague ·
Governor's Bridge ·
Governor's Dip ·
Glencrutchery Road ·
38th Milestone